# Game One
Game One — это французский телеканал, посвящённый видео-играм, который принадлежит MTV Networks Europe.
Канал показывает несколько японское аниме, например, Fairy Tail, Naruto, Dragon Ball, Dragon Ball Z и Eyeshield 21.